# Sam'alski jezik
Sam'alski jezik (lokalni kod qey), južni centralnosemitski jezik, čiji se dokaz o postojanju nalazi na tri mnumentalna natpisa pronađena u Zinjirliju (antički Sam'al) u jugoistočnoj Turskoj.
Prema nekima on je dijalekt aramejskog, dok se zbog nekih karakteristika smatra i posebnim jezikom, odnosno ogrankom sjeverozapadnih semitskih jezika. Postojao je između 820. i 6730 prije krista